# Броненосни крайцери тип „Девъншир“
Девъншир (на английски: Devonshire) са серия броненосни крайцери на Кралския военноморски флот, построени в началото на XX век. Те са усъвършенствана версия на броненосните крайцери тип „Кент“. В кралския флот се отнасят към крайцерите от 1-ви клас. Всичко от проекта са построени 6 единици: „Девъншир“ (на английски: HMS Devonshire), „Хемпшир“ (на английски: HMS Hampshire), „Карнарвон“ (на английски: HMS Carnarvon), „Антрим“ (на ирландски: HMS Antrim), „Роксборо“ (на английски: HMS Roxburgh) и „Аргайл“ (на шотландски келтски: HMS Argyll). Това е последната серия броненосни крайцери на Великобритания, чието предназначение е преди всичко защита на комуникациите и търговията. Всички те вземат активно участие в Първата световна война.
Следващите серии британски броненосни крайцери са предназначени главно за действия в качеството на авангард на линейните сили. Тяхната първа версия стават броненосните крайцери от типа „Дук оф Единбург“. В известен смисъл идеологическото продължение на крайцерите от типа Каунти стават крайцерите от типа „Хокинс“.

## Проектиране
Тези кораби са проектиран за противостояние с френските броненосни крайцери тип „Глуар“ във войната за търговските пътища. Филип Уотс, по-рано проектант на елсуикските крайцери, е привърженик на голямото въоръжение и от създателя на „О’Хигинс“ и „Изумо“ се очаква много. Той е привърженик на 9,2“ оръдия и предполага, че крайцерът трябва да бъде защитен от 6“ оръдия. Крайцерите не са предназначени за ескадрени действия в състава на броненосния флот, тяхната броня, артилерия, скорост са подходящи за борба с френските броненосни крайцери.
Претърпявайки неуспех с шестдюймовите двуоръдейни кули, британците решават да се върнат към въоръжението на „Блейк“ (HMS Blake (1889)), но безуспешно – 234-мм оръдия в кули не влизат в стеснените краища. Положението е спасено от новото 190 мм оръдие. По проект корабите трябва да получат две установки в кули на носа и кърмата. Вече след началото на строежа им е взето решение вместо носовите двуетажни каземат да се поставят две 190 мм оръдия побордно.

## Конструкция
Корабите са предназначени да пазят търговията. Тяхната конструкция е подобна на типа „Кент“ с това изключение, че двуоръдейните 152-mm кули и предните двойни каземати са заменени с четири кули с едно 190-mm оръдие. Въоръжението и бронята са усилени с идеята да са равностойни на френските броненосни крайцери тип „Глуар“. Това обаче намалява максималната им скорост с един възел. Много се променя и външният вид на корабите – новите изисквания на Кралския флот считат за необходим нисък силует и по възможност малка височина на комините.

### Силова установка
Kрайцерите от този тип са заложени едновременно с броненосците от типа „Кинг Едуард VII“ и подобно на тях получават различни типове водотръбни котли. За тестовете са избрани четирите типа използвани във флота: британските Babcock & Wilcox и „Яроу“, френския „Никлос“ и немския „Дюр“, които да се поставят в допълнение на цилиндричните. Това е свързано с наложените в Британското адмиралтейство виждания, че крайцерите трябва да имат смесена установка с водотръбни и огнетръбни котли. Огнетръбните са предназначени за осигуряване на по-голяма далечина на плаване, а водотръбните за бързо форсиране.
Двете четирицилиндрови парни машини с тройно разширение, се снабдяват с пара от шест огнетръбни котела Шотландски тип намиращи се в кърмовото котелно отделение. Котлите в останалите отделения се различават за всеки кораб. Масата на силовата установка, по сравнение с предходния тип, се увеличава от 1795 до 1945 тона. Проектната мощност на силовата установка, по сравнение с предишния тип крайцери, е снижена с 1000 к.с. и съставя 21 000 к.с., проектната скорост намалява с половин възел, като се счита, че увеличената дължина и по-добрата форма на корпуса ще компенсират по-голямата водоизместимост. Пълният запас въглища съставя 1800 дълги тона. Корабите се оказват претоварени и проектната скорост се оказва недостижима. Корабите развиват около 22 възела.

### Брониране
Круповски тип корабна броня. Броневият пояс е с дебелина 152 mm. Той се затваря от бронирани траверси с дебелина 127 mm.
Хоризонталната защита е бронирана палуба, по цялата дължина на кораба, която е с дебелина 20 – 51 mm.
Кулите на главния калибър са защитени от 127-mm броня, а техните барбети от 152-mm.
Бронирането на бойната рубка отново става 305 mm.

### Въоръжение
ГК е от четири 7,5-дюймови (190-mm) оръдия Mk I, разположени в четири кули: по една на носа и на кърмата и по една на борда на надстройката. Оръдията изстрелват 91 kg снаряди на 12 600 m. Средният калибър са шест 6-дюймови (152-mm) Mk VII. Разположен е в каземати в средата на кораба. Четири от тях са разположение на главната палуба не могат да се използват при силно вълнение. Те изстрелват 45,4-kg снаряди на 11 200 m. Странен изглежда отказът от 76,2-мм противоминни оръдия. Крайцерите носят осемнадесет абсолютно остарели скорострелни 47-mm оръдия на „Хочкис“ и два подводни 18-дюймови торпедни апарата.
За огнева поддръжка на десанта има две 12-фунтови 8 CWT оръдия. . Корабите имат 6-дюймови оръдия, портовете на които се намират даже по-близо до водата, отколкото долните 6-дюймови портове на „Дрейковете“, които „едва ли може да се използват, освен само при пълен щил“. В болшинството случаи може да се разчита на три 7,5 дюймови и една шестдюймовка.

## История на службата
- „Антрим“ е спуснат на вода на 8 октомври 1903 година. Предаден за скрап на 19 декември 1922 година.
- „Аргайл“ е спуснат на вода на 3 март 1904 година. Претърпява корабокрушение на 28 октомври 1915 година.
- „Карнарвон“ е спуснат на вода на 7 октомври 1903 година. Предаден за скрап на 8 ноември 1921 година.
- „Девъншир“ е спуснат на вода на 30 април 1904 година. Предаден за скрап на 9 май 1921 година.
- „Хемпшир“ е спуснат на вода на 24 септември 1903 година. Потопен от морска мина в Северно море на 5 юни 1916 година.
- „Роксборо“ е спуснат на вода на 19 януари 1904 година. Предаден за скрап на 8 ноември 1921 година.

## Оценка на проекта
|                                                | „Девъншир“                                                    | „Глуар“                                               | „Колорадо“                                        | „Кент“                                       | „Йорк“                                          | „Изумо“                                           | „Баян“ Русия                                 | „Леон Гамбета“                                  |
| ---------------------------------------------- | ------------------------------------------------------------- | ----------------------------------------------------- | ------------------------------------------------- | -------------------------------------------- | ----------------------------------------------- | ------------------------------------------------- | -------------------------------------------- | ----------------------------------------------- |
| Година на залагане                             | 1903                                                          | 1899                                                  | 1901                                              | 1900                                         | 1903                                            | 1898                                              | 1900                                         | 1901                                            |
| Влязъл в строй през                            | 1905                                                          | 1903                                                  | 1905                                              | 1903                                         | 1905                                            | 1900                                              | 1903                                         | 1905                                            |
| Водоизместимост, нормална, t                   | 11 732                                                        | 9856                                                  | 13 899                                            | 9957                                         | 9533                                            | 9906                                              | 7326                                         | 11 959                                          |
| Пълна, t                                       | 13 053                                                        | ?                                                     | 15 380                                            | 11 176                                       | 10 266                                          | 10 305?                                           | 8238                                         | 13 108                                          |
| Мощност, к.с.                                  | 21 000                                                        | 21 800                                                | 23 000                                            | 22 000                                       | 19 000                                          | 14 500                                            | 16 500                                       | 28 500                                          |
| Максимална скорост, възела                     | 22                                                            | 21,5                                                  | 22                                                | 23                                           | 21                                              | 20,75                                             | 20,9                                         | 22,5                                            |
| Автономност, морски мили (при скорост, възела) | ? (10)                                                        | 6500(10)                                              | 6000 (10)                                         | 6600 (10)                                    | 4200 (12)                                       | 4900 (10)                                         | 3900 (10)                                    | 6500(10)                                        |
| Броня, mm                                      |                                                               |                                                       |                                                   |                                              |                                                 |                                                   |                                              |                                                 |
| Тип броня                                      | круп                                                          | харви                                                 | круп, харви                                       | круп                                         | круп                                            | круп                                              | харви                                        | круп                                            |
| Пояс                                           | 152                                                           | 150                                                   | 152                                               | 102                                          | 100                                             | 178                                               | 200                                          | 150                                             |
| Палуба (скосове към борда)                     | 25(51)                                                        | 55(45)                                                | 37(102)                                           | 19 – 51                                      | 60(80)                                          | 63(63)                                            | 60                                           | 55 – 60(65)                                     |
| Кули                                           | 127                                                           | 170                                                   | 165                                               | 127                                          | 150                                             | 152                                               | 150                                          | 170                                             |
| Барбети                                        | 152                                                           | 140                                                   | 152                                               | 127                                          | 150                                             | 152                                               | 150                                          | 140                                             |
| Рубка                                          | 305                                                           | 150                                                   | 229                                               | 254                                          | 150                                             | 356                                               | 160                                          | 150                                             |
| Въоръжение                                     | 4×1×190-mm/50 6×1×152-mm/45 2×1×76,2-mm/40 18×1×47-mm/43 2 ТА | 2×194-mm/40 8×1×164-mm/45 6×100-mm 18×1×47-mm/43 2 ТА | 2×2×203-mm/40 14×1×152-mm/50 18×1×76,2-mm/50 2 ТА | 14(2×2,10×1)× 152-mm/45 10×1×76,2-mm/40 2 ТА | 2×2×210-mm/40 10×1×150-mm/40 14×1×88-mm/30 4 ТА | 2×2×203-mm/40 14×1×152-mm/40 12×1×76,2-mm/40 5 ТА | 2×203-mm/40 8×1×152-mm/45 20×1×75-mm/50 2 ТА | 2×2×194-mm/40 16×1×164-mm/45 22×1×47-mm/43 4 ТА |

Влизат в строй едновременно с френските крайцери тип „Леон Гамбета“ и при еднаква скорост са по-слаби от тях и във въоръжението, и в бронирането. Теглото на бордовия залп на „Девъншир“ съставлява 408 кг, а на „Гамбета“ 778 кг.
„Девънширите“ не случват да потопят или да повредят съществено нито един неприятелски съд за разлика от по-малките им братя – „Кент“, които макар и непригодни за „голямо сражение“ се оказват неочаквано полезни и търсени в открито море и океана, далеч от метрополията. Заради ниската си скорост „Девънширите“ просто не стигат навреме на мястото на боя, така например в сражението при Фолкландските острови „Карнарвон“ изостава сериозно от „по-малките братя“ и се отличава като най-безполезната единица в английската ескадра.

## Коментари
1. ↑  Всички характеристики са приведени според Ненахов Ю. Ю. Указ. Соч. С. 311.
2. ↑  За британските и американските кораби в източниците водоизместимостта е дадена в дълги тонове, за това тя е преизчислена в метрични тонове.